# Marganana
Marganana är ett släkte av insekter. Marganana ingår i familjen dvärgstritar.
Kladogram enligt Catalogue of Life:
| Marganana | \| \| Marganana equata \| \| \| \| \| \| Marganana mexicana \| \| \| \| \| \| Marganana suilla \| \| \| \| |
|           | \| \| Marganana equata \| \| \| \| \| \| Marganana mexicana \| \| \| \| \| \| Marganana suilla \| \| \| \| |
|           | Marganana equata                                                                                           |
|           | |
|           | Marganana mexicana                                                                                         |
|           | |
|           | Marganana suilla                                                                                           |
|           | |